# Lars Frederiksen and the Bastards

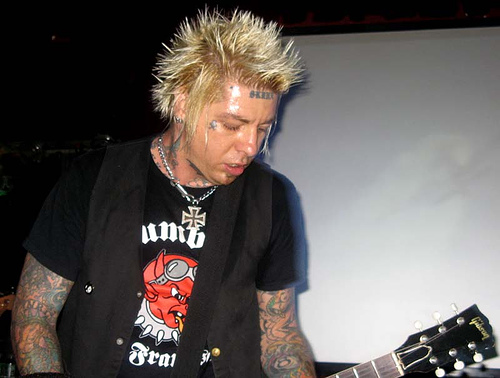
Lars Frederiksen

Lars Frederiksen and the Bastards ist eine Band von Lars Frederiksen, dem zweiten Gitarristen der Gruppe Rancid.
Wie The Transplants sind auch die Bastards ein Nebenprojekt von Rancid. Die vierköpfige Band um Lars Frederiksen hat bisher zwei Alben auf den Musikmarkt gebracht, die über Hellcat Records vertrieben wurden.
Auf ihrem ersten, selbstbetitelten Album sind neben Eigenkompositionen einige Coversongs zu finden, darunter To have and to have not von Billy Bragg, Leaving Here von Holland–Dozier–Holland und Tomorrow belongs to me aus dem Film Cabaret (ebenfalls interpretiert von der britischen Nazi-Punkband Skrewdriver) (bei letzterem wurde der Text geändert, zudem wurde das Lied im CD-Booklet nicht als Coverversion angegeben. Das Stück auf der LFATB-Scheibe heißt Campbell CA).
Lars Frederiksen and the Bastards ist eine Band, die stark von den ersten Punkbands beeinflusst wurde.

## Diskografie
- 2001: Lars Frederiksen and the Bastards
- 2004: Viking